# 주니치 사이토

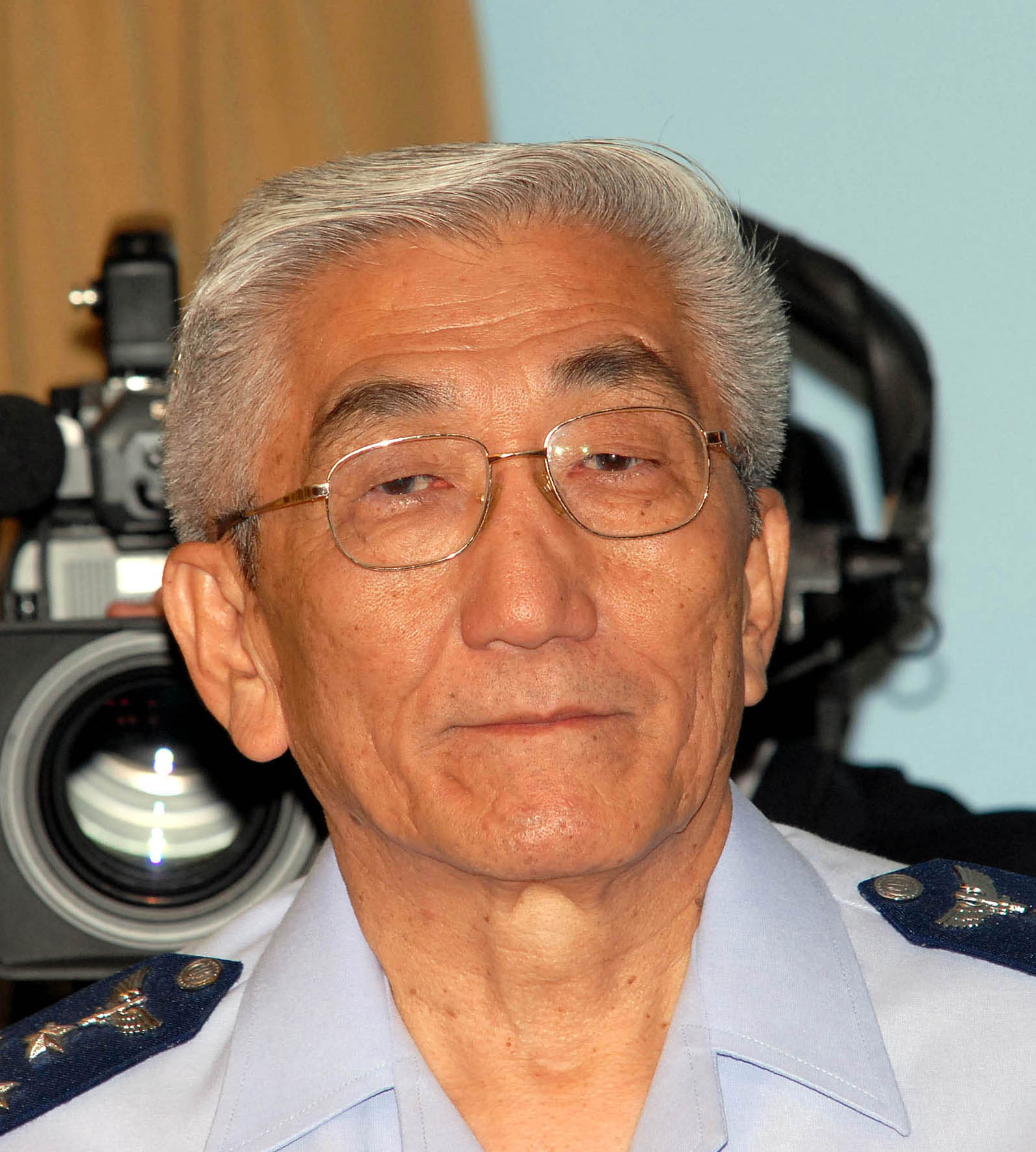
주니치 사이토의 모습

주니치 사이토 (Juniti Saito, 1942년 12월 12일 ~)는 현직 브라질 공군의 참모총장이다. 일본인 이민자 이와타로 사이토와 토시케 타마오키의 아들로 태어난 사이토는 브라질의 군대에서 가장 높은 계급에 올라간 최초의 일본계 브라질인이다.

## 참고
1. ↑  “Força Aérea Brasilieira” (포르투갈어). 2010년 3월 8일에 원본 문서에서 보존된 문서. 2010년 2월 27일에 확인함.